# Eliso
Eliso (georgisch: ელისო) ist ein weiblicher Vorname.

## Herkunft und Bedeutung
Der Name wird im Georgisischen verwendet und ist dort eine Kurzform von Elisabeth.

## Bekannte Namensträgerinnen
- Eliso Virsaladze (* 1942), georgische Pianistin